# Bobelin
Bobelin est un terme qui trouve son origine au XVIe siècle. À cette époque, la ville de Spa (actuelle Belgique) est en vogue, attirant les curistes avertis, mais aussi les protestants chassés de France et d'Espagne. Devant ces étrangers aux costumes flamboyants qui arrivent de contrées lointaines, les habitants manifestent leur légitime stupéfaction dans le terme qu'ils choisissent pour les caractériser : ils appellent ces curieux personnages des « bobelins ». Le mot wallon boublin désigne une personne sotte et bizarre. Puis la dérision cède pour laisser la place au respect et à l'admiration, et les bobelins se convertissent en nobles curistes ».
Une autre hypothèse étymologique du mot bobelin nous affirme qu’il vient du latin bibelus[réf. nécessaire], grand buveur. Quelle que soit la vérité étymologique, la neutralité de la principauté de Liège, aux confins de la Rhénanie et des Pays-Bas, et la tolérance et la protection de son prince-évêque, permettent la venue de « bobelins » de toute l’Europe, en toute sécurité, à Spa.

## Source
- Villes d'eaux en Europe, pp. 58-59, Catherine Sauvat et E. Lennard, ed. Chene, 1999,  (ISBN 2-84277-159-1)

## Note
- "Comme divertissement, on a souvent créé et nommé Roi des Bobelins celui des buveurs qui montrait le plus d'entrain et qui semblait capable de faire les honneurs du lieu aux étrangers et de diriger les promenades et les plaisirs des habitués durant toute une saison. On a fait de cette royauté et de ceux qui la reconnaissaient, une sorte de confrérie burlesque et récréative qui avait ses lois et ses règlements. (…) Il existe une pièce devenue rare [représentée?]: Les Amours de Fontamorose, roi des Bobelins, ou le Fat par excellence, comédie en prose et en vers (par Gullence). Bollen, 1791, in-8" (Dinaux, I, p. 100-101)".